# Баламутівська сільська рада (Заставнівський район)
Баламу́тівська сільська́ ра́да — адміністративно-територіальна одиниця та орган місцевого самоврядування в Заставнівському районі Чернівецької області. Адміністративний центр — село Баламутівка.

## Загальні відомості
- Населення ради: 1 786 осіб (станом на 2001 рік)

## Населені пункти
Сільській раді були підпорядковані населені пункти:
- с. Баламутівка

## Склад ради
Рада складалася з 15 депутатів та голови.
- Голова ради: Лучик Володимир Єфремович
- Секретар ради: Колокайло Галина Матвіївна

### Керівний склад попередніх скликань
| Прізвище, ім'я, по батькові | Основні відомості                                                               | Дата обрання | Дата звільнення |
| --------------------------- | ------------------------------------------------------------------------------- | ------------ | --------------- |
| Лучик Володимир Єфремович   | Сільський голова, 1957 року народження, освіта середня спеціальна               | 26.03.2006   | 31.10.2010      |
| Лучик Володимир Єфремович   | Сільський голова, 1957 року народження, освіта середня спеціальна, безпартійний | 31.10.2010   |                 |

Примітка: таблиця складена за даними сайту Верховної Ради України

### Депутати
За результатами місцевих виборів 2010 року депутатами ради стали:

#### За суб'єктами висування
| Суб'єкт висування | Кількість обраних депутатів | %   |
| ----------------- | --------------------------- | --- |
| Самовисування     | 16                          | 100 |

#### За округами
| № округу | Прізвище, ім'я, по батькові    | Дата визнання обраним | Освіта  | Партійна приналежність | Відомості про обраного депутата                     |
| -------- | ------------------------------ | --------------------- | ------- | ---------------------- | --------------------------------------------------- |
| 1        | Трипадуш Тетяна Володимирівна  | 04.11.2010            | середня | позапартійна           | с. Баламутівка, агент по нумерації і реєстрації ВРХ |
| 2        | Дронь Лідія Федорівна          | 04.11.2010            | середня | позапартійна           | пенсіонер                                           |
| 3        | Вакареско Іван Васильович      | 04.11.2010            | середня | позапартійний          | приватний підприємець                               |
| 4        | Дудка Тетяна Володимирівна     | 04.11.2010            | середня | позапартійна           | Баламутівська лікарська амбулаторія, медсестра      |
| 5        | Фуштей Любов Сергіївна         | 04.11.2010            | середня | позапартійна           | фермерське господарство «Соняшник», кладовщик       |
| 6        | Вінничук Людмила Іванівна      | 04.11.2010            | середня | позапартійна           | Баламутівська сільська рада, бухгалтер              |
| 7        | Пасечник Борис Миколайович     | 04.11.2010            | середня | позапартійний          | Баламутівська сільська рада, в.о.землевпорядника    |
| 8        | Гумен Іван Степанович          | 04.11.2010            | середня | позапартійний          | Заставнівське лісництво, лісник                     |
| 9        | Семенчук Наталія Володимирівна | 04.11.2010            | середня | позапартійна           | Баламутівська сільська рада, касир                  |
| 10       | Бабій Ніна Тимофіївна          | 04.11.2010            | середня | позапартійна           | Баламутівська сільська рада, секретар               |
| 11       | Настащук Леся Василівна        | 04.11.2010            | середня | позапартійна           | тимчасово не працює                                 |
| 12       | Калакайло Галина Матвіївна     | 04.11.2010            | середня | позапартійна           | тимчасово не працює                                 |
| 13       | Прокопюк Василь Харлампійович  | 04.11.2010            | середня | позапартійний          | пенсіонер                                           |
| 14       | Прокопюк Василь Дмитрович      | 04.11.2010            | вища    | позапартійний          | Баламутівський навчально-виховний комплекс, вчитель |
| 15       | Шеремета Василь Миколойович    | 04.11.2010            | вища    | позапартійний          | тимчасово не працює                                 |
| 16       | Бородач Людмила Василівна      | 04.11.2010            | вища    | позапартійна           | Баламутівський навчально-виховний комплекс, вчитель |

## Населення
Згідно з переписом УРСР 1989 року чисельність наявного населення сільської ради становила 1787 осіб, з яких 795 чоловіків та 992 жінки.
За переписом населення України 2001 року в сільській раді мешкали 1783 особи.

### Мова
Розподіл населення за рідною мовою за даними перепису 2001 року:
| Мова       | Відсоток |
| ---------- | -------- |
| українська | 99,16 %  |
| російська  | 0,78 %   |
| румунська  | 0,06 %   |